# Підводні човни типу X
Підводні човни типу X (нім. U-Boot-Klasse X) — клас військових кораблів з 8 океанських підводних мінних загороджувачів, що випускалися у часи Другої світової війни німецькою суднобудівельною компанією Friedrich Krupp Germaniawerft. Попри тому, що вони розроблялися як мінні загороджувачі далекого радіусу дії, пізніше під час бойових дій командування Крігсмаріне використовувало їх як вантажні човни для перевезень на великі відстані, і це завдання вони розділили з підводними човнами типу IXD та італійськими типу «Ромоло».
Підводні човни типу X розроблявся на основі унікального IXD-2/42. Вони були розраховані на постановку мінних полів поблизу прибережних територій США. Їхня осадка була значно нижчою, щоб наблизитися на мілководді, і на них були відсутні передні торпедні апарати і паливні танки. Маючи водотоннажність майже 1800 тонн під водою, човни цього типу стали найбільшими діючими німецькими підводними човнами часів війни.
Восени 1942 року було спущено на воду вісім човнів, призначених для виконання завдань з мінування, зокрема, біля Нью-Йорка та Сан-Франциско. На жаль для них, «золотий вік» операцій поблизу американського узбережжя вже закінчився, а американці були набагато краще організовані та оснащені.
Шість із восьми побудованих човнів були потоплені під час війни (чотири з усім екіпажем), але два пережили Другу світову війну. Один з тих, хто вижив, U-234, 14 травня 1945 року здався кораблям ВМС США під час руху до Японії з вантажем, що включав 560 кг оксиду урану, два реактивні винищувачі Me 262 та 10 реактивних двигунів. Ще один, U-219, який дістався до Батавії (сучасна Джакарта) у грудні 1944 року з вантажем, що включав розібрані ракети V-2 для Японії. Після капітуляції Німеччини U-219 був захоплений японцями у Батавії 8 травня 1945 року, а 15 липня 1945 року був включений до Імператорського флоту Японії як I-505.

## Підводні човни типу X
Позначення
| № | Корабель | Закладено      | Спущено        | У строю         | Статус |
| - | -------- | -------------- | -------------- | --------------- | --- |
| 1 | U-116    | 1 липня 1939   | 3 травня 1941  | 6 жовтня 1942   | у жовтні 1942 року зник безвісти у Північній Атлантиці |
| 2 | U-117    | 1 липня 1939   | 22 липня 1941  | 25 жовтня 1941  | 7 серпня 1943 року потоплений у Північній Атлантиці глибинними бомбами та торпедами п'яти «Евенджерів» з ескортного авіаносця «Кард» |
| 3 | U-118    | 1 березня 1940 | 3 травня 1941  | 23 вересня 1941 | 12 червня 1943 року потоплений у Центральній Атлантиці глибинними бомбами восьми «Евенджерів» з ескортного авіаносця ВМС США «Боуг» |
| 4 | U-119    | 15 травня 1940 | 6 січня 1942   | 2 квітня 1942   | 24 червня 1943 року потоплений у Біскайській затоці глибинними бомбами та тараном британського шлюпу «Старлінг» |
| 5 | U-219    | 31 травня 1940 | 6 жовтня 1942  | 12 грудня 1942  | 8 травня 1945 року після капітуляції Німеччини захоплений японцями в Батавії, а 15 липня 1945 року човен прийняли на службу Імперського флоту Японії як I-505. У серпні 1945 року капітулював британським морякам та у лютому 1946 року потоплений як мішень голландським есмінцем «Кортенар» у Зондській протоці |
| 6 | U-220    | 16 червня 1941 | 16 січня 1943  | 27 березня 1943 | 28 жовтня 1943 року потоплений у Північній Атлантиці двома «Евенджерами» та «Вайлдкетом» з американського ескортного авіаносця «Блок Айленд» |
| 7 | U-233    | 15 серпня 1941 | 8 травня 1943  | 22 серпня 1943  | 5 липня 1944 року потоплений південно-східніше Галіфаксу американськими есмінцями «Бейкер» та «Томас» |
| 8 | U-234    | 1 жовтня 1941  | 22 грудня 1943 | 2 березня 1944  | 14 травня 1945 року капітулював американському ескортному міноносцю «Саттон» |